# Jean-Baptiste de Bouillé
Jean-Baptiste de Bouillé (né le 11 juin 1759 à Saint-Just-près-Brioude et décédé le 14 janvier 1842 à Poitiers) est un évêque français, exerçant à Poitiers.

## Biographie
Né en Auvergne, il est le fils de Joseph de Bouillé et de Marie-Madeleine de Rochemonteix, famille de petits nobles des environs de Brioude, en Haute-Loire. Jean-Baptiste de Bouillé fait ses études au collège de Navarre avant d'entrer au séminaire de Saint-Sulpice, à Paris. À la sortie de ses études, Louis XVI le nomme aumônier de Marie-Antoinette grâce à son parent François de Bouillé, proche du roi. En 1789, il est témoin des événements des 5 et 6 octobre. Pour fuir la Révolution, il émigre en Allemagne, où il voyage avant de se fixer en Bade sur l'invitation du magrave Charles Ier. En 1794, il part pour la Martinique, où il va exercer dans diverses paroisses. 
En 1813, il revient en Europe et s'arrête en Angleterre. De là, il rejoint la France avec Louis XVIII, qui lui octroie le trône de Saint Hilaire, l'évêché de Poitiers, en 1817. Il ne sera ordonné qu'à l'automne 1819, par le Cardinal de la Fare. Il confirme la fondation de la congrégation des Filles de la Croix, Soeur de Saint-André, basé à Saint-Pierre-de-Maillé, en 1820 et en devient le premier supérieur. Durant son épiscopat, il encourage l'ouverture d'hospices et d'asiles, comme celui de Bon-Pasteur, à Poitiers.
Il décède pendant l'hiver 1814, de maladie. 